# 北海道歌
「北海道歌」（ほっかいどうか）は、

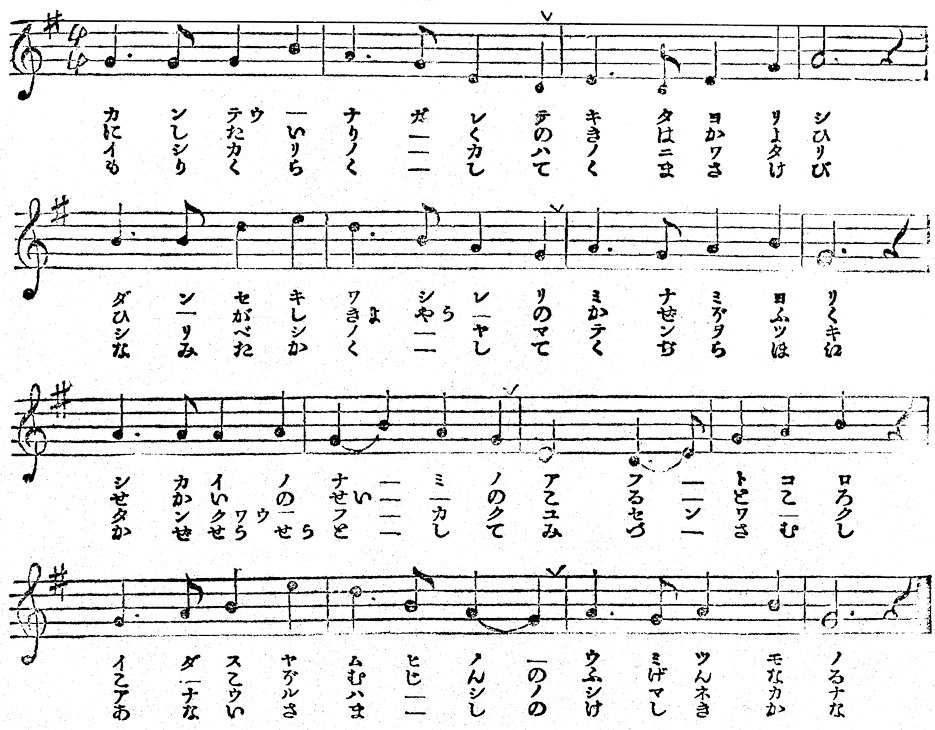
小山作之助が作曲した1904年版『北海道歌』の楽譜（『北海タイムス』明治37年11月3日付1面）

1. 1904年（明治37年）に北海タイムスによって公募・入選した藤沢古雪（藤沢周次）作詞、小山作之助作曲の歌。
2. 1940年（昭和15年）に再び北海タイムスによって公募・採用され、日本コロムビアから発売された藤山一郎と二葉あき子のデュエットによる行進曲。作詞・岡部二郎、作曲：山田耕筰、編曲・仁木他喜雄。

## 沿革
本曲の作成は以下の通り、20世紀前半に北海道の道央地域を地盤としていたローカル紙『北海タイムス』発行元の北海タイムス社（旧）が主導している。2回の募集は正式な道歌の制定を企図して行われたが、いずれも北海道庁による正式な道歌としての採用には至らなかった。

### 1904年版
1903年（明治36年）、北海タイムス社は懸賞金100円で『北海道歌』の歌詞を一般公募した。公募の範囲は北海道内に限らず内地にも及んでおり、同年12月13日付の『東京朝日新聞』18面にも歌詞募集の広告が掲載されているのを確認できる。その広告では、小山作之助に作曲を依頼する予定である旨が記載されている。
審査の結果、東京府の藤沢古雪（藤沢周次、1875年 - 1945年）が応募した全10番からなる作品が入選作として発表されたが、この時に作られた『北海道歌』は普及に至らずSPレコードも発売されていない。

### 1940年版
1990年（平成2年）に発売されたCD『藤山一郎大全集1/春の野、山の祭』（COCA-6731〜6741）のディスク3に収録された。旋律は2015年（平成27年）12月31日に著作権の保護期間を満了している。
明治の『北海道歌』は普及を見ずに終わったが、北海タイムス社では1940年に再び正式な道歌の制定を企図し、6月9日付紙面で皇紀二千六百年記念行事として公募を開始した。賞金は入選が500円、佳作は100円であった。審査の結果、岡部二郎の応募作が採用され、北海タイムス社の依頼により山田耕筰が作曲を行い7月9日付紙面で歌詞と楽譜が発表された。
応募作の選考に際しては審査委員に道庁の視学官が加わっていたが、曲の完成後も道が本曲を正式な道歌として制定した事実を示す資料はなく8月13日に開催されたSPレコード試聴会は北海タイムス社内で行われた。発表から2年後の1942年（昭和17年）には北海タイムス社が新聞統制で道内の他10紙と統合されて新たに北海道新聞社が発足し、1945年（昭和20年）の太平洋戦争終結を迎えている。

## 戦後

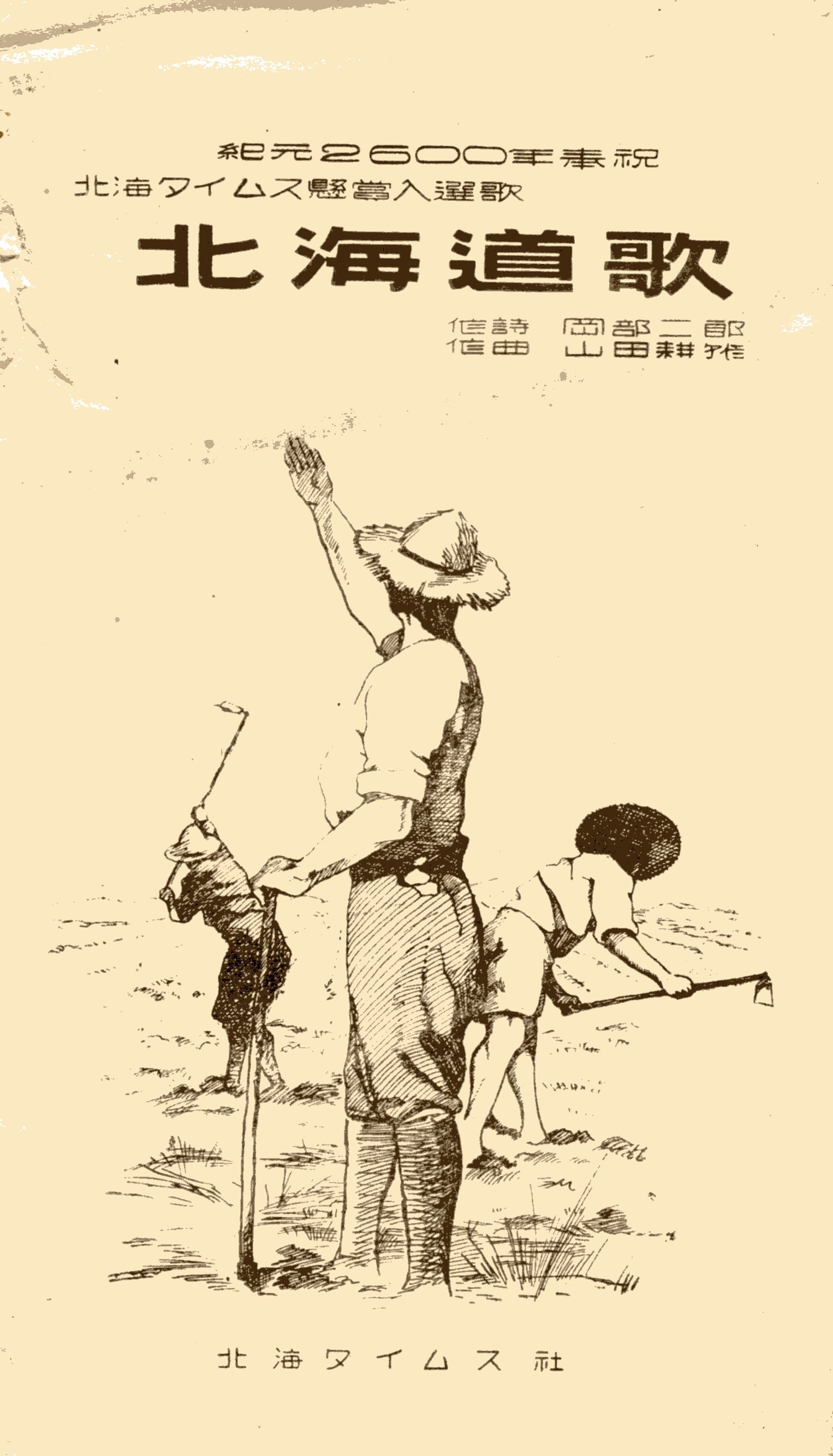
1940年版『北海道歌』楽譜の表紙

戦後も道歌の制定は何度か取り沙汰されたが、歌詞が文語体で難解かつ「興亜」「皇国」「聖旗」など軍国主義を想起させる単語が多用されている本曲の使用を支持する意見は無く、懐メロの1曲として扱われるに留まった。本曲が果たせなかった正式な道歌の制定は、1966年（昭和41年）に開道（開拓使設置）100周年記念事業の一環として「光あふれて」他2曲が制定されたことにより実現している。
なお、1番と4番の歌詞にある「十一州」とは1869年（明治2年）に千島国を含む11の令制国を置いたことに由来する北海道の旧称である（千島列島を含めず本島のみを指して「十州島」とする別名もあった）。